# Ramularia cupulariae
Ramularia cupulariae är en svampart som beskrevs av Pers. 1876. Ramularia cupulariae ingår i släktet Ramularia och familjen Mycosphaerellaceae.   Inga underarter finns listade i Catalogue of Life.